# У меня есть мечта
«У меня есть мечта» (англ. «I have a dream») — название самой известной речи Мартина Лютера Кинга, в которой он провозгласил своё видение будущего, где белокожие и чернокожие люди имели бы равные гражданские права.

## История
Мартин Лютер Кинг произнёс эту речь 28 августа 1963 года со ступеней Мемориала Линкольну во время Марша на Вашингтон за рабочие места и свободу. Это был важнейший момент Американского движения за гражданские права 1955—1968 годов. Во время выступления на сцене также находилась певица Махалия Джексон, во время речи она обратилась к нему: «Расскажи им о мечте, Мартин». Речь Кинга была признана лучшей речью XX века американским сообществом ораторского искусства.

И хотя мы сталкиваемся с трудностями сегодня и будем сталкиваться с ними завтра, у меня всё же есть мечта. Эта мечта глубоко укоренена в американской мечте.
Я мечтаю, что однажды эта нация распрямится и будет жить в соответствии с истинным смыслом её принципа: «Мы считаем самоочевидным, что все люди сотворены равными».
Я мечтаю, что однажды на красных холмах Джорджии сыновья бывших рабов и сыновья бывших рабовладельцев смогут сидеть вместе за братским столом.
Я мечтаю о том, что наступит день и даже штат Миссисипи, изнемогающий от жары несправедливости и гнёта, превратится в оазис свободы и справедливости.
Я мечтаю, что придёт день, когда мои четыре ребёнка будут жить в стране, где о них будут судить не по цвету их кожи, а в соответствии с их личностными качествами.
Я мечтаю сегодня!
Я мечтаю сегодня, что однажды в Алабаме с её злобными расистами и губернатором, с губ которого слетают слова о вмешательстве и аннулировании, в один прекрасный день, именно в Алабаме, маленькие чёрные мальчики и девочки возьмутся как сёстры и братья за руки с маленькими белыми мальчиками и девочками.
Оригинальный текст (англ.)And so even though we face the difficulties of today and tomorrow, I still have a dream. It is a dream deeply rooted in the American dream.

I have a dream that one day this nation will rise up and live out the true meaning of its creed: "We hold these truths to be self-evident, that all men are created equal."
I have a dream that one day on the red hills of Georgia, the sons of former slaves and the sons of former slave owners will be able to sit down together at the table of brotherhood.
I have a dream that one day even the state of Mississippi, a state sweltering with the heat of injustice, sweltering with the heat of oppression, will be transformed into an oasis of freedom and justice.
I have a dream that my four little children will one day live in a nation where they will not be judged by the color of their skin but by the content of their character.
I have a dream today!

I have a dream that one day, down in Alabama, with its vicious racists, with its governor having his lips dripping with the words of "interposition" and "nullification" – one day right there in Alabama little black boys and black girls will be able to join hands with little white boys and white girls as sisters and brothers.
—   (недоступная ссылка с 26-05-2013 [4448 дней] — история, копия) Из речи Мартина Лютера Кинга у монумента Линкольну в Вашингтоне, 28 августа 1963 г.

## Стиль речи
Речь «У меня есть мечта» считается[кем?] шедевром ораторского искусства. Сила этой речи как раз и состоит в постоянных заимствованиях. Кинг очень творчески подошёл к процессу заимствования, отсылок и перефразировок. Это и принесло его речи громадный успех. Построенная как проповедь с отсылками к Библии, речь должна была по особому воздействовать на большинство американцев, также как и отсылки к американской истории и документам (Декларации независимости США, Конституции США, Прокламации об освобождении рабов). Но главное — всем понятная отсылка к американской мечте.
Кинг использует ораторский приём «повторения основной идеи» (в риторике также используется термин «анафора»). На протяжении речи Кинг повторяет фразу «у меня есть мечта» восемь раз. Такой приём является одним из основных в религиозной риторике, там повторяют обращения к Богу или призывы в начале или в конце молитвы. И так как Мартин Лютер Кинг являлся проповедником, он использовал этот приём и вполне органично.
| Фраза из речи | Первоисточник                           | Соответствующая фраза из первоисточника                                                                                 |
| --- | --------------------------------------- | --- |
| «Five score years ago…» | «Геттисбергская речь» Авраама Линкольна | «Four score and seven years ago…»                                                                                       |
| «It came as a joyous daybreak to end the long night of their captivity.»                                                                  | Псалом 30:6                             | «…ибо на мгновение гнев Его, на всю жизнь благоволение Его: вечером водворяется плач, а на утро радость».               |
| «No, no, we are not satisfied, and we will not be satisfied until justice rolls down like waters and righteousness like a mighty stream.» | Книга пророка Амоса 5:24                | «Пусть, как вода, течёт суд, и правда — как сильный поток!»                                                             |
| «I have a dream that every valley shall be exalted…»                                                                                      | Книга пророка Исаии                     | «…всякий дол да наполнится, и всякая гора и холм да понизятся, кривизны выпрямятся и неровные пути сделаются гладкими». |

## Влияние
Стерлингский профессор Дэвид Блайт называет эту речь «Геттисбергской речью XX века».